# Максимилиан Йозеф фон Хабсбург-Есте
Максимилиан Йозеф фон Хабсбург-Есте (на немски: Maximilian Joseph von Нabsburg-Este) от династията Австрия-Есте е петдесет и шестият Велик магистър на рицарите от Тевтонския орден и австрийски ерцхерцог след Германската медиатизация.